# Британски експедиционен корпус
Британският експедиционен корпус (на английски: British Expeditionary Force, BEF) е британско съединение, изпратено във Франция и Белгия през Първата световна война и британските сили в Европа от 1939 до 1940 г. през Втората световна война.
BEF е учреден от министъра на войната Ричард Хелдън след Втората британско-бурска война с цел Обединеното кралство да разполага с необходима сила за евентуален отвъдморски фронт.

## Първа световна война
Корпусът получава своето прозвище Стари окаяници (Old Contemptibles) от предназначен дневен доклад, публикуван от Вилхелм II за 19 август 1914 г.
Кайзерът очевидно описва корпуса като 'малко окаян' предвид неговия размер. Името обаче придобива популярност и членовете на BEF започват с гордост да се наричат 'Старите окаяници'.
Терминът „Британски експедиционен корпус“ най-тясно се отнася само за силите във Франция преди битката във Фландрия от 22 ноември 1914 г. Оцелелите членове на тези части по-късно са наградени с „Планинска звезда“.
Предполагаемият край на BEF е 26 декември 1914 г., когато е разделен на Първа и Втора британска армия. Все пак името се използва често, за да обозначи британската армия във Франция и Фландрия през цялата Първа световна война.

## Втора световна война
След немското нахлуване в Полша през 1939 г. Британският експедиционен корпус е изпратен на френско-белгийската граница. Към май 1940 г., когато германците продължават атаката си, той се състои от 10 пехотни дивизии в 3 по-малки корпуса, танкова бригада и отряд от 500 самолета от RAF.
Комадвани от Лорд Горт, те търпят тежки поражения по време на нацисткото настъпление и останалата част от тях (около 330 хил. д.) е евакуирана през Дюнкерк в операция „Динамо“ през юни 1940 г. В тази спасителна операция е изоставено почти цялото оборудване на корпуса. 51-ва високопланинска дивизия остава също назад и се предава заедно с част от 10-а френска армия в края на същия месец.
Реорганизираният експедиционен корпус, комадван от Алън Брук, е евакуиран от Западна Франция по време на операция „Ариел“.